# Zoo de La Flèche
Le zoo de La Flèche, anciennement nommé parc zoologique du Tertre-Rouge, est un parc zoologique français situé dans le département de la Sarthe, à La Flèche. Fondé par le naturaliste Jacques Bouillault en 1946, le parc revendique la présentation de 1 500 animaux de 160 espèces sur 18 hectares et s'implique dans des programmes de conservation d'espèces menacées. Depuis 2017, le zoo est la propriété de Looping Group, dont le principal actionnaire est le fonds souverain de l'émirat d'Abou Dabi, Mubadala Investment Company. Céline Talineau en assure la direction depuis octobre 2018, tandis que Stéphane Da Cunha, directeur général de Looping Group, en assure la présidence.
Le zoo de La Flèche propose une offre hôtelière de vingt loges de safari depuis 2013, avec vue sur les enclos des animaux, inspirés des hébergements insolites des réserves naturelles.
Il était le quatrième site touristique le plus visité de la région Pays de la Loire en 2021. Il est l'objet d'une série documentaire animalière, Une saison au zoo, diffusée depuis 2014 sur France 4.

## Historique
Naturaliste fléchois, Jacques Bouillault s'installe en 1946 dans un petit pavillon forestier sur la colline du Tertre-Rouge, au sud-est de La Flèche. Très vite, il s'entoure de nombreux animaux et fonde le parc zoologique du Tertre-Rouge. Il s'agit du premier zoo privé français de l'après-guerre. Sous son action, le parc zoologique se développe dès les premières années : en 1957, plus de 2 ha sont ouverts à la visite. En 1960, Jacques Bouillault réalise un musée de sciences naturelles au sein du parc et des dioramas où sont présentés plus de 500 animaux naturalisés de la faune régionale. Le musée est réaménagé en 1973. Passionné par les reptiles, Jacques Bouillault inaugure en mars 1971 un grand vivarium. Le parc atteint le nombre de 245 000 visiteurs annuels en 1973.
Au début des années 1980, le parc zoologique du Tertre-Rouge connaît des difficultés financières. Une « association des amis du Tertre-Rouge » est créée, ainsi qu'une société de gestion destinée à prendre en charge le travail administratif du zoo. Jacques Bouillault est contraint de déposer le bilan en février 1988 et le parc zoologique est racheté par Raymond Da Cunha, assureur à La Flèche. Le parc est alors rebaptisé « zoo de La Flèche ». Jacques Bouillault demeure salarié de la nouvelle structure jusqu'en 1992. En 1997, Raymond Da Cunha transmet la direction du zoo à son fils, Stéphane.
Le parc zoologique poursuit son développement avec la création de nouvelles attractions. Le complexe Marine world, qui présente sur un même site des otaries, loutres et manchots, est inauguré en 1997, tandis qu'un spectacle de fauconnerie voit le jour en 2000. Depuis le début des années 2000, le zoo de La Flèche a multiplié les partenariats pour des programmes de conservation des espèces menacées.
En 2003, le directeur Stéphane Da Cunha, rachète le zoo à son père et à ses associés pour former la holding Wild Nature, avec laquelle il fera l'acquisition du zoo de Bordeaux Pessac l'année suivante.
Parmi les derniers animaux introduits, le zoo a accueilli deux éléphanteaux en provenance du Serengeti-Park d'Hodenhagen, en 2012, ainsi qu'un ours polaire du zoo de Rhenen, l'année suivante.
En 2013, un désaccord oppose la municipalité de La Flèche au directeur du zoo, Stéphane Da Cunha, celui-ci reprochant le mauvais entretien de la route communale menant au zoo et le manque de soutien financier à son projet de lodges, destinées selon lui à devenir « le premier resort zoologique au monde ». En conséquence, il annonce le changement de nom du zoo dès l'année suivante, ainsi que sa présentation aux élections municipales de 2014 sous une liste de droite,. Aucune de ces annonces ne sera suivie d'effets.
En 2017, Looping Group achète le zoo à Stéphane Da Cunha. Celui-ci reste président, mais quitte son poste de directeur qu'il occupait depuis 1997, auquel lui succède Benjamin Gauthier, ancien responsable des travaux. Ce dernier quitte son poste en septembre 2018 au profit de Céline Talineau. Le président, Stéphane Da Cunha, est alors nommé directeur général de Looping Group.
Le 25 janvier 2020, un incendie d'origine accidentelle se déclare dans l’enceinte du parc animalier. L'incendie a détruit la grotte à chauve-souris ainsi que trois terrariums et a malheureusement tué une cinquantaine d'animaux dont les chauve-souris roussette d’Égypte, trois geckos de Madagascar, une couleuvre asiatique et un lézard Fouette-Queue.

## Installations et faune hébergée

### Vivarium
Le vivarium a fermé car les terrariums ne répondaient plus au besoin des pensionnaires mais en 2019 il s'est déplacé dans la grotte aux chauves-souris ayant de nombreuses espèces (boa constrictor, couleuvre asiatique, lézard fouette-queue, agate barbu, gecko géant de Madagascar). Il est détruit le 25 janvier 2020 dans un incendie.

### Tigres de Sumatra
Le zoo accueille deux tigres de Sumatra sur un enclos reconstituant une forêt équatoriale avec un bassin à vision sub aquatique. En 2019, les tigres ont déménagé de leur enclos pour rejoindre un enclos sur la plaine asiatique[réf. nécessaire].

### Zone aquatique
Le zoo accueille dans cette surface aquatique des otaries de Californie, des manchots de Humboldt et des loutres du Canada ainsi que deux ours polaire.

### Nosy Komba

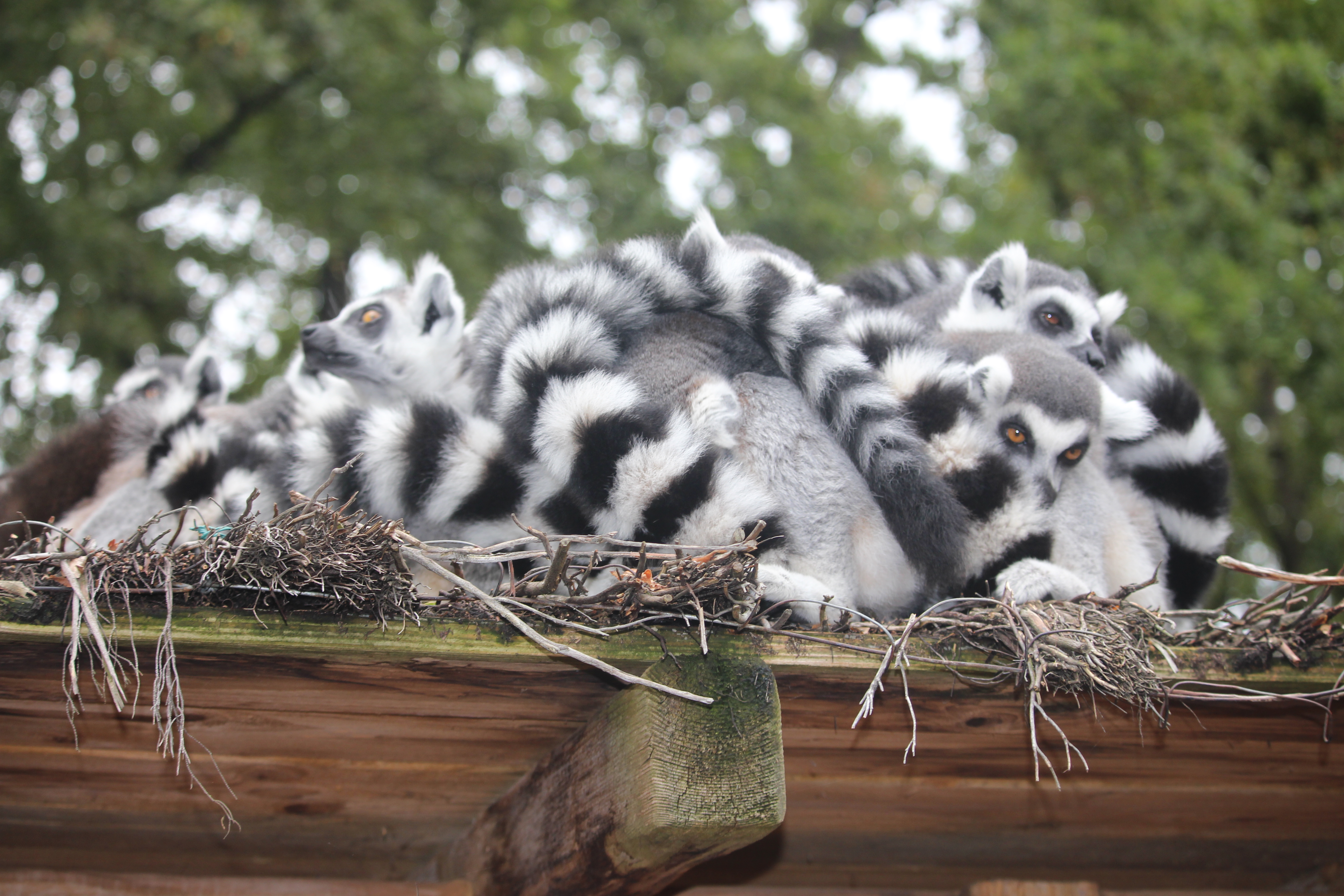
Makis Cattas en boule.

Le zoo a aussi un espace d'immersion dans le milieu des lémuriens. Le zoo présente des makis cattas, des makis varris, des tortues et des grues demoiselles. 

### Plaine asiatique
Cet espace d'une superficie de 4 hectares inaugurée en 2017 est composé d'une plaine arborée de deux hectares avec une vue directe donnant une impression de proximité avec les animaux. La plaine présente deux rhinocéros indiens, des antilopes cervicapres, des antilopes Nilgauts et des cerfs axis. Il est possible de voir des loriquets arc-en-ciel dans une volière de 8 m de haut et de 500 m2. Dans cette zone de quatre hectares se trouvent également des pandas roux, des chats pêcheurs, des loutres à pelage lisse et un couple de Siamangs.

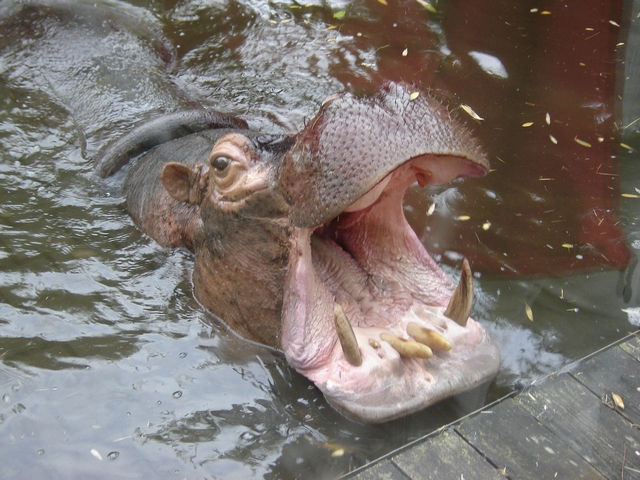
Hippopotame.
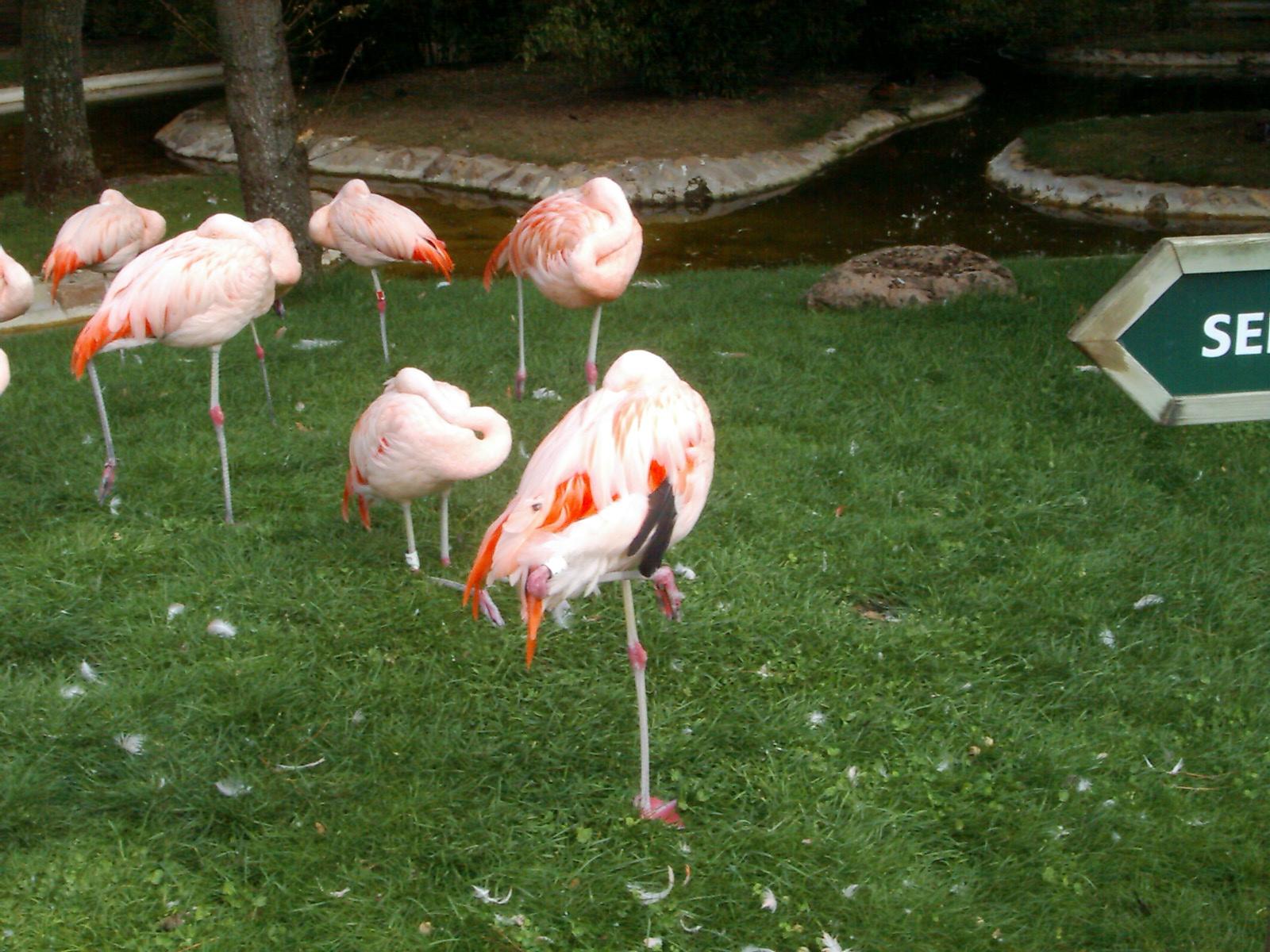
Flamants rose.
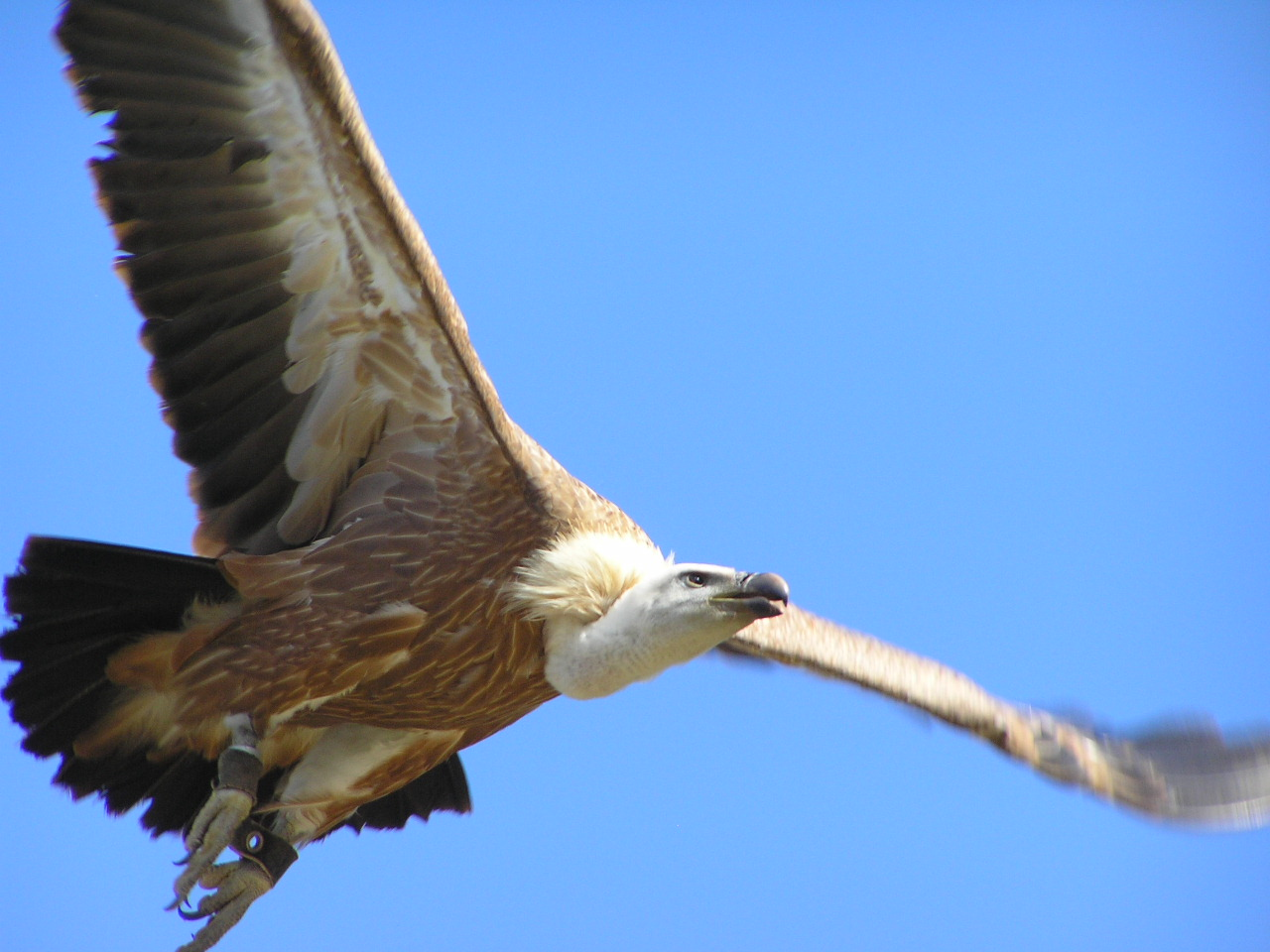
Gyps fulvus, vautour fauve.
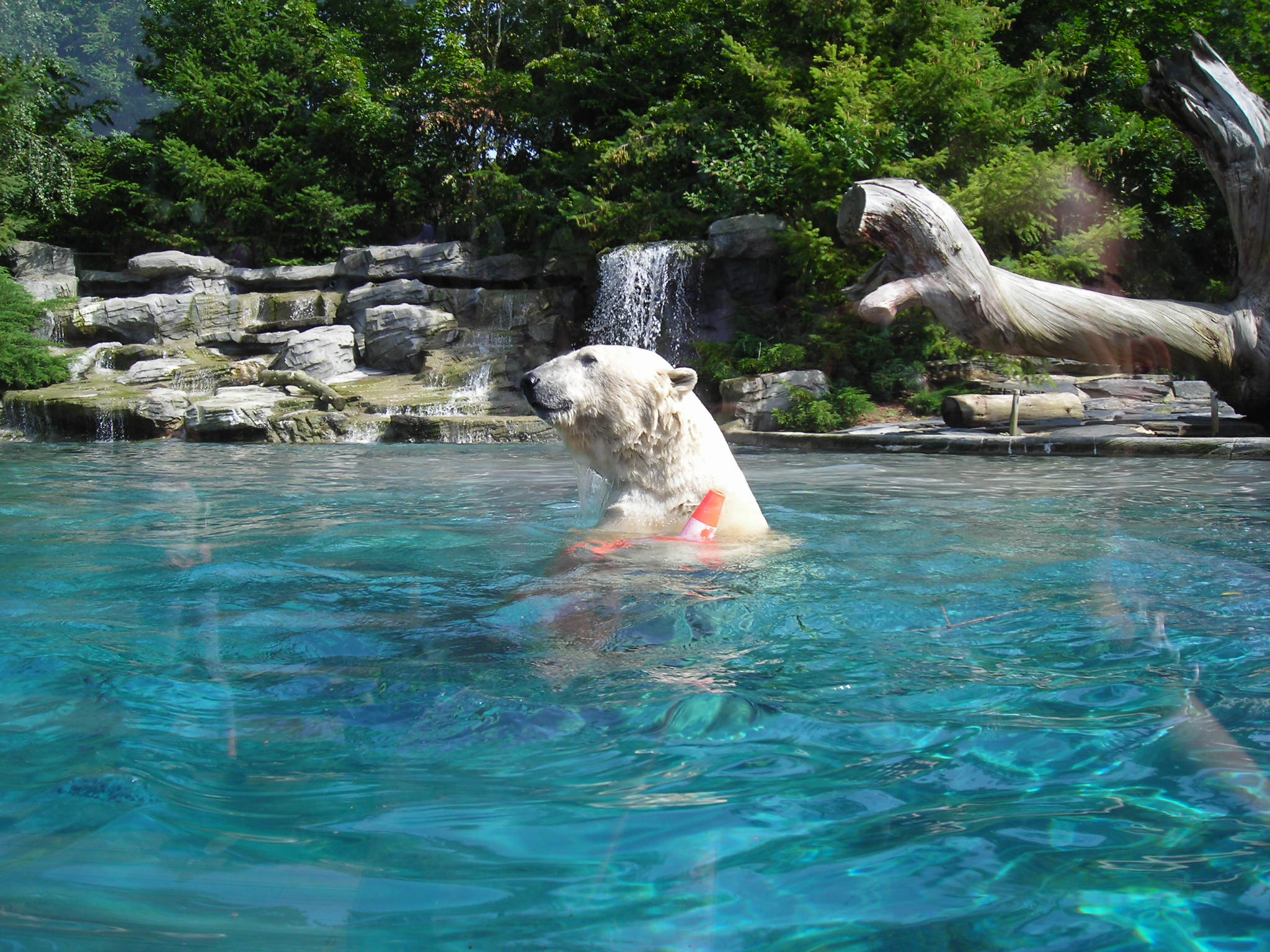
Ours blanc dans son bassin.
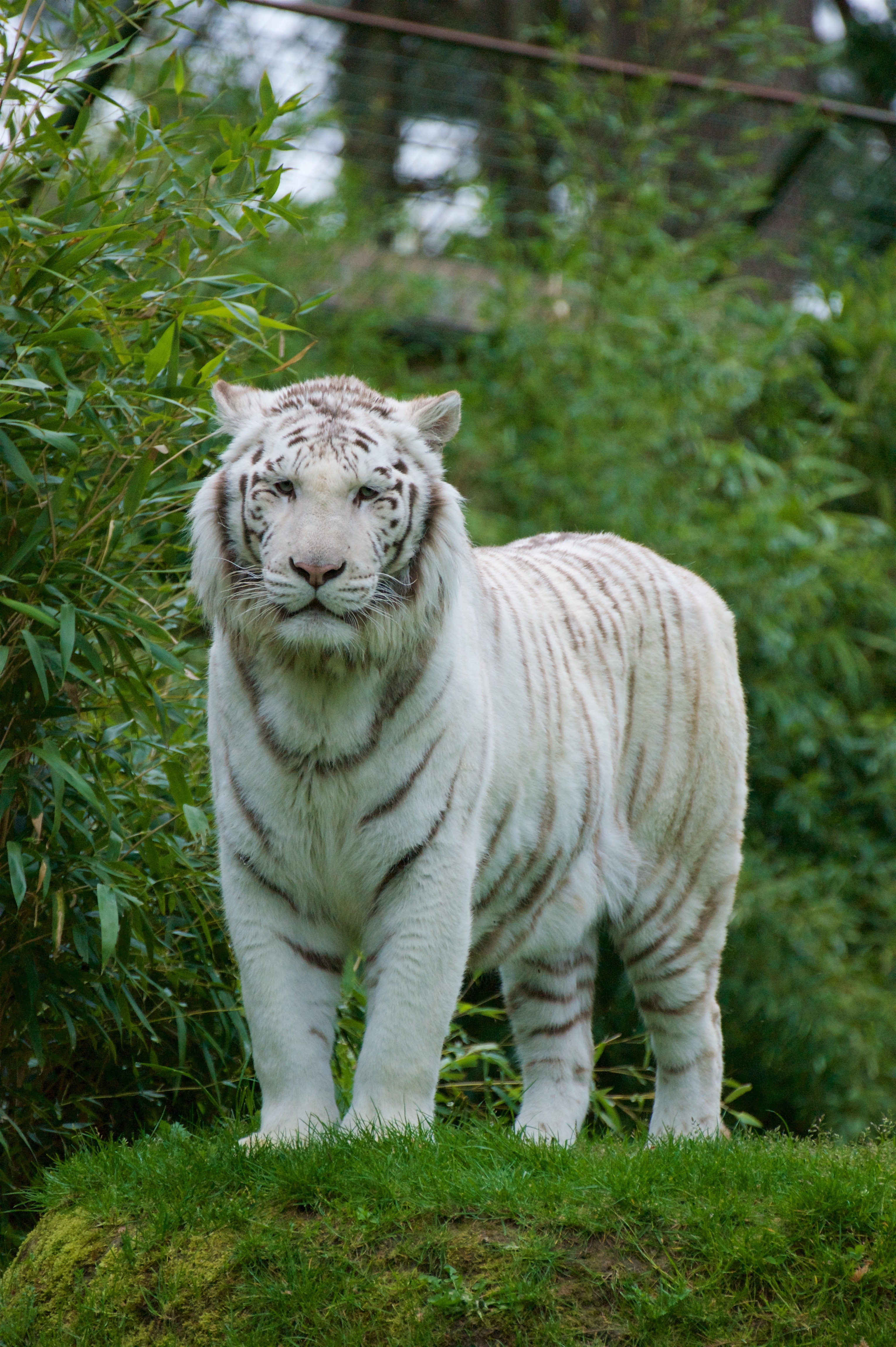
Tigre blanc en avril 2015.

## Conservation
Sensibilisé à la conservation d'espèces menacées, le zoo de La Flèche est membre de l'Association européenne des zoos et aquariums (EAZA) et est engagé dans une quarantaine de programmes d'élevage. Le zoo participe ainsi à 25 programmes européens d'élevage (EEP) et 15 stud-books européens (ESB), ce qui représente plus d'un tiers des espèces présentes au sein du zoo, parmi lesquelles le manchot de Humboldt, l'éléphant d'Afrique, l'ours blanc ou encore le tamarin de Goeldi.
Le zoo de La Flèche participe également à des programmes de recherche et de conservation in situ. Il participe depuis 2000 au programme de suivi des populations de mammifères marins des côtes de France. Il soutient depuis 2007 l'association « Kalaweit » qui vise la sauvegarde des gibbons et de leur habitat en Indonésie, et finance depuis 2012 l’organisation brésilienne « Projeto Tamandua » dans le but de réaliser la première étude mondiale du fourmilier pygmée. Le zoo de La Flèche accueille également des étudiants et des chercheurs pour mener des études comportementales ou participer à des programmes de recherche.

## Activité du site
Le zoo de La Flèche est ouvert tous les jours de l'année, excepté le 25 décembre et le 1er janvier.

### Spectacles
Outre la présentation de nombreux animaux dans un environnement adapté à leur habitat naturel, le zoo de La Flèche offre d'avril à fin octobre un certain nombre de spectacles quotidiens : Marine world, une présentation des otaries de Californie, Les seigneurs du ciel, spectacle d'oiseaux en vol libre, et Parrot Jungle, démonstrations d'adresse et d'intelligence des aras multicolores (fin en 2017). Les visiteurs peuvent assister plusieurs fois par jour au goûter de différents animaux (éléphants, manchots, hippopotames et ours polaires).

### Offre d'hébergement en «lodge»

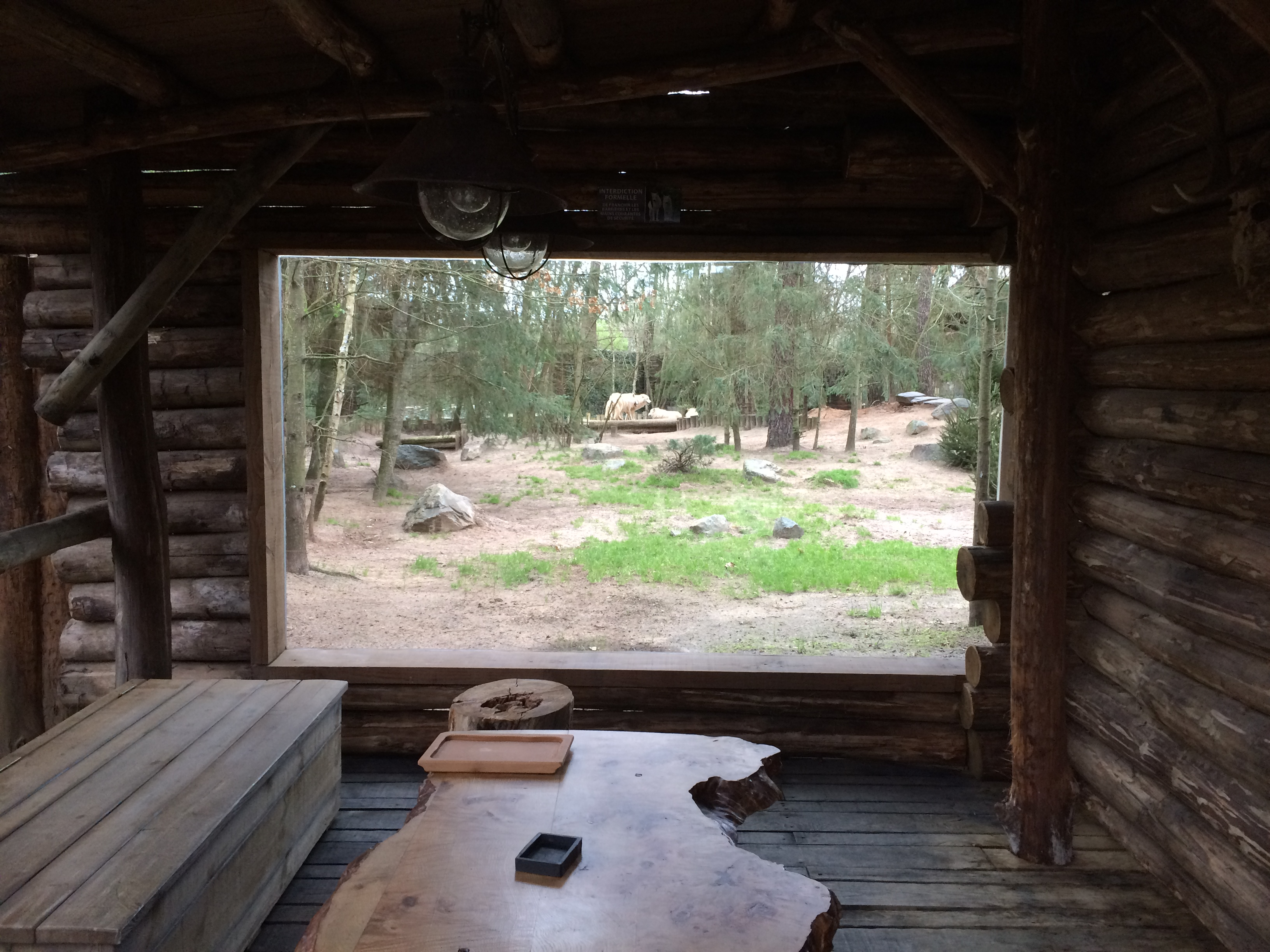
Les loups arctiques vus depuis la terrasse du lodge Alaska.

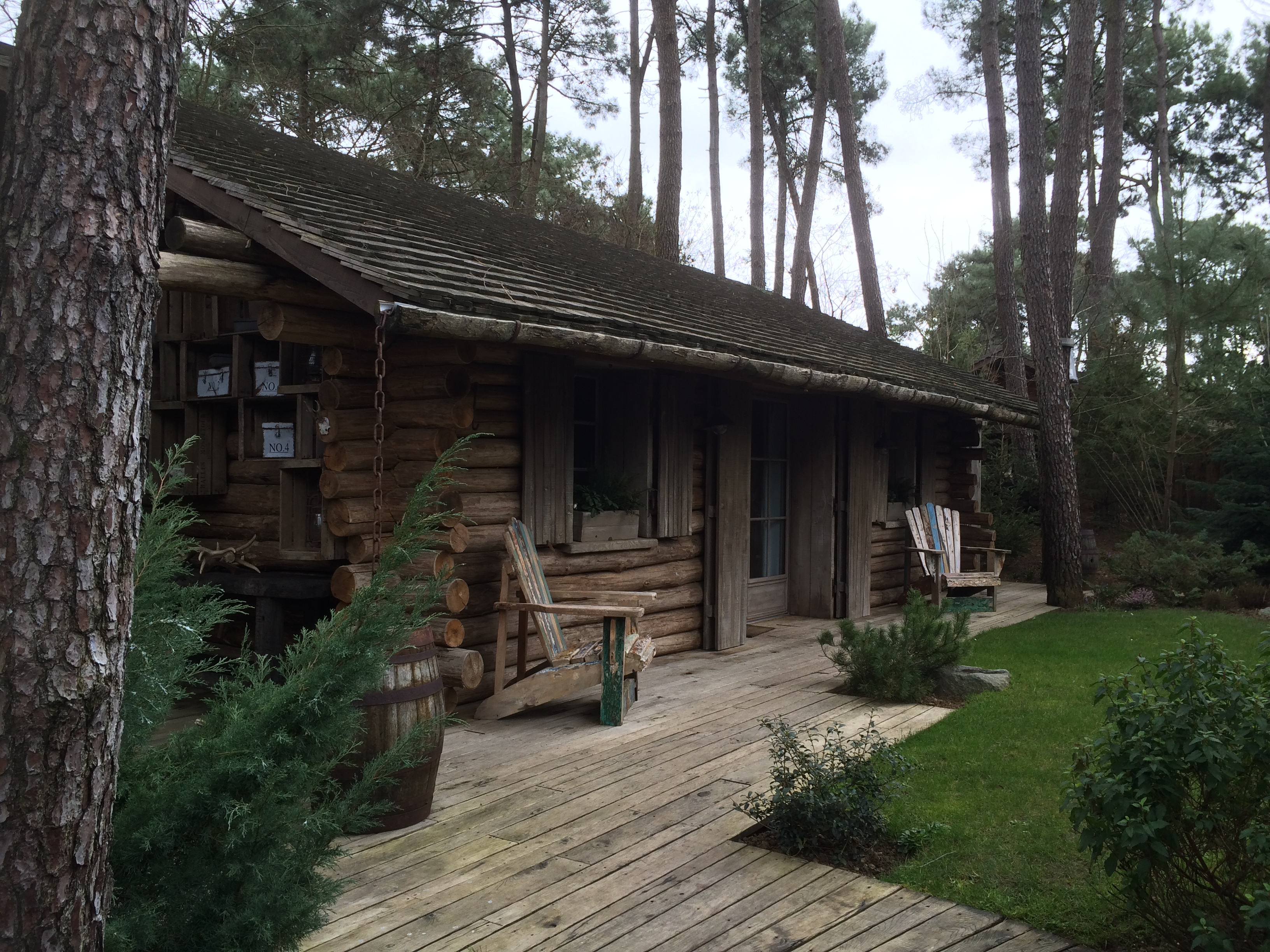
Vue extérieure du lodge Alaska donnant sur l'enclos des loups arctiques.

En avril 2013, quatre premières lodges, aux couleurs du Grand nord canadien (Yukon Lodge et Beaver Creek, près des ours grizzlis) et de l'Indonésie (Bali Lodge et Sumatra Lodge, près des tigres blancs), sont installés au cœur du zoo et permettent aux visiteurs qui y passent la nuit d'observer les animaux à travers des baies vitrées,,.
Début 2016, dix lodges sont fonctionnels, avec six nouveaux hébergements distribués sur les enclos des loups arctiques (Hudson Lodge et Alaska Lodge), des ours polaires (Arctic Lodge, Manitoba Lodge) et sur le secteur Nozy Komba dédié aux lémuriens et à Madagascar (Mangoro, Malagasy et Tana Lodges). Le service comprend l'accès au zoo pendant une heure après la fermeture, le dîner et le petit-déjeuneret l'accès au parc pendant 2 jours.

### Fréquentation
Le zoo de La Flèche constitue le premier pôle touristique du département de la Sarthe en 2013, avec plus de 185 000 entrées, et le onzième de la région Pays de la Loire. Après une baisse constante de 2009 à 2013, faisant chuter la fréquentation annuelle de 100 000 visiteurs en cinq ans, la fréquentation est repartie à la hausse depuis 2014, vraisemblablement à la suite du succès rencontré par la diffusion de la série Une saison au zoo.
Elle a ensuite atteint des niveaux records en 2015 avec 335 190 visiteurs, 2016 avec 394 118 visiteurs et 2017 avec 441 000 visiteurs. Le zoo est alors le premier site touristique du département de la Sarthe et le troisième site touristique le plus fréquenté de la région Pays de la Loire, derrière le Puy du Fou et Les Machines de l'île.
Les années 2020 et 2021 ont vu une forte chute de la fréquentation, due à plusieurs mois de fermeture compte tenu de la COVID.
La fréquentation en 2022 repart à la hausse, sans toutefois atteindre à nouveau les niveaux historiques.
| Année | Fréquentation |
| ----- | ------------- |
| 2009  | 304 342       |
| 2010  | 271 165       |
| 2011  | 292 808       |
| 2012  | 249 472       |
| 2013  | 185 635       |
| 2014  | 209 635       |
| 2015  | 335 190       |
| 2016  | 394 188       |
| 2017  | 441 000       |
| 2018  | 400 000       |
| 2019  | 410 000       |
| 2020  | 279 000       |
| 2021  | 260 000       |
| 2022  | 367 000       |
| 2023  | 330 000       |

### Économie
En 2012, le zoo a réalisé un chiffre d'affaires de 3,163 millions d'euros avec trente salariés. En 2015, le chiffre d'affaires passe à 9,943 millions d'euros avec 78 salariés. En 2016, le chiffre d'affaires s'élève à 11,989 millions d'euros, pour un résultat net de 2,656 millions d'euros. En 2017, le chiffre d'affaires s'élève à 14,253 millions d'euros, pour un résultat net de 3,957 millions d'euros. Sur l'année 2018 le chiffre d'affaires atteint 13 242 100 €, le total du bilan a diminué de 19,45% depuis 2017. Sur l'année 2019 le chiffre d'affaires atteint 15,527 millions d'euros pour un  résultat net  de 3,915 millions d'euros. 

## Émission de télévision
En mars 2014, débute le tournage de la série documentaire animalière Une saison au zoo qui permet de découvrir le fonctionnement du zoo à travers le quotidien des employés de l'établissement. Elle est diffusée à partir du 28 avril sur France 4.
Forte de son succès d'audience, la série est reconduite à plusieurs reprises : saisons 1 et 2 diffusées en 2014, saisons 3 et 4 diffusées en 2015, saisons 5 et 6 diffusées en 2016, saison 7 diffusée en 2017, saisons 8 et 9 en 2018, et 10 et 11 en 2019, saison 12 en 2020, une saison hiver diffusé début 2021, puis la saison 13 en mai 2021,puis en septembre la saison 14.
La diffusion s'arrête en 2022 après 15 saisons. Depuis, le zoo continue de produire des saisons, dans un format plus court, sur sa chaîne Youtube.

### Jacques Bouillault, une vie de naturalisteEmmanuel Mouton
- Emmanuel Mouton, Jacques Bouillault, une vie de naturaliste, Château-Gontier, Cheminements, coll. « Gens d'ici », 2003, 142 p. (ISBN 2-84478-211-6, lire en ligne)

1. ↑  p. 47-53.
2. ↑  p. 74.
3. ↑  p. 77.
4. ↑  p. 102.
5. ↑  p. 96.
6. ↑  p. 113.
7. ↑  p. 124-128.
8. ↑  p. 129-131.
9. ↑  p. 136.

### Site du zoo
- « Zoo de La Flèche »

1. 1 2  « Les programmes de conservation du zoo »(Archive.org • Wikiwix • Archive.is • Google • Que faire ?) (consulté le 8 mai 2013).
2. ↑  « Les programmes d'élevage des espèces menacées »(Archive.org • Wikiwix • Archive.is • Google • Que faire ?) (consulté le 8 mai 2013).
3. ↑  « France : suivi des populations de mammifères marins des côtes de France »(Archive.org • Wikiwix • Archive.is • Google • Que faire ?) (consulté le 8 mai 2013).
4. ↑  « Indonésie : association Kalaweit »(Archive.org • Wikiwix • Archive.is • Google • Que faire ?) (consulté le 8 mai 2013).
5. ↑  « Brésil : Projet Tamandua »(Archive.org • Wikiwix • Archive.is • Google • Que faire ?) (consulté le 8 mai 2013).
6. ↑  « Recherche »(Archive.org • Wikiwix • Archive.is • Google • Que faire ?) (consulté le 8 mai 2013).
7. ↑  « Marine world »(Archive.org • Wikiwix • Archive.is • Google • Que faire ?) (consulté le 8 mai 2013).
8. ↑  « Les seigneurs du ciel »(Archive.org • Wikiwix • Archive.is • Google • Que faire ?) (consulté le 8 mai 2013).
9. ↑  « Parrot jungle »(Archive.org • Wikiwix • Archive.is • Google • Que faire ?) (consulté le 8 mai 2013).
10. ↑  « Animations »(Archive.org • Wikiwix • Archive.is • Google • Que faire ?) (consulté le 8 mai 2013).

### Autres références
1. ↑  « Les Zoos dans le Monde - Zoo de La Flèche », sur leszoosdanslemonde.com (consulté le 9 novembre 2019).
2. ↑  eStaRT, Statistiques Régionales du Tourisme, l’ensemble des chiffres et publications de l’observatoire du tourisme des Pays de la Loire., Chiffres clés du tourisme des Pays de la Loire 2019, 2019, 24 p. (lire en ligne), p. 23
3. ↑  Daniel Potron, Le XXe siècle à La Flèche : Seconde période : 1944-2001, La Flèche, Daniel Potron, 2010, 544 p. (ISBN 978-2-9507738-4-5 et 2-9507738-4-2), p. 476.
4. ↑  « Zoo de la Flèche. Le parc exporte son succès »(Archive.org • Wikiwix • Archive.is • Google • Que faire ?), sur Le Telegramme (consulté le 27 janvier 2016).
5. ↑  
« Deux éléphanteaux accueillis au zoo de La Flèche », Le Maine libre,‎ 15 mars 2012 (lire en ligne).
6. ↑  
« Un nouvel ours au zoo », Le Maine libre,‎ 14 mars 2013 (lire en ligne).
7. ↑  « Le directeur du zoo candidat aux municipales », Ouest France,‎ 13 mai 2013 (lire en ligne)
8. ↑  « La Flèche. La grosse colère du directeur du zoo contre la ville », sur lemainelibre.fr, 12 mai 2013.
9. ↑  « Élections municipales 2014 - Sarthe (72) - La Flèche - Candidatures du 1er tour », sur interieur.gouv.fr.
10. 1 2  Emmanuel Gimard, « Le zoo de La Flèche repris par le Groupe Looping », Les Échos,‎ 14 novembre 2017 (lire en ligne)
11. ↑  « Benjamin Gauthier, directeur du Zoo de La Flèche - Journal des Entreprises Maine-et-Loire - Sarthe », sur lejournaldesentreprises.com, 15 mars 2018 (consulté le 22 mai 2018).
12. ↑  « La Flèche. Stéphane Da Cunha devient directeur général du groupe Looping », sur lemainelibre.fr, 8 octobre 2018.
13. 1 2  Alexandre Boudet, « Au zoo de la Flèche, plus de 50 animaux meurent dans un incendie », sur huffingtonpost.fr, 25 janvier 2020.
14. ↑  « http://www.zoo-la-fleche.com/nouveaute-2019/ »(Archive.org • Wikiwix • Archive.is • Google • Que faire ?), sur Zoo de la Flèche, 16 mars 2017 (consulté le 9 novembre 2019).
15. ↑  (en) « EAZA Member list », sur le site de l'Association européenne des zoos et des aquariums (consulté le 8 mai 2013).
16. ↑  « Zoo de La Flèche : quatre lodges dès le 19 avril », Ouest-France,‎ 6 mars 2013 (lire en ligne).
17. ↑  « Au zoo, dormir avec les animaux devient incontournable », Le Figaro,‎ 20 avril 2013 (lire en ligne)
18. ↑  « Interview. Le zoo de La Flèche, "un espace hôtelier unique" », Le Maine Libre,‎ 20 avril 2013 (lire en ligne, consulté le 19 août 2017)
19. ↑  « À La Flèche, une nuit près des grizzlis », Ouest-France,‎ 17 juillet 2017 (lire en ligne)
20. 1 2  « Tourisme - Chiffres Clés 2014 »(Archive.org • Wikiwix • Archive.is • Google • Que faire ?), sur le site de l'Agence régionale - Pays de la Loire Territoires d'Innovation.
21. ↑  « Le zoo de La Flèche surfe sur le succès », Ouest-France,‎ 20 février 2015 (lire en ligne)
22. 1 2  « Chiffres clés du Tourisme en 2015 »(Archive.org • Wikiwix • Archive.is • Google • Que faire ?), sur agence-paysdelaloire.fr, 2016.
23. ↑  « Tourisme - Chiffres Clés 2010 »(Archive.org • Wikiwix • Archive.is • Google • Que faire ?), sur le site de l'Agence régionale - Pays de la Loire Territoires d'Innovation (consulté le 9 avril 2014).
24. ↑  « Tourisme - Chiffres Clés 2011 »(Archive.org • Wikiwix • Archive.is • Google • Que faire ?), sur le site de l'Agence régionale - Pays de la Loire Territoires d'Innovation (consulté le 9 avril 2014).
25. ↑  « Tourisme - Chiffres Clés 2012 »(Archive.org • Wikiwix • Archive.is • Google • Que faire ?), sur le site de l'Agence régionale - Pays de la Loire Territoires d'Innovation (consulté le 9 avril 2014).
26. ↑  « Tourisme - Chiffres Clés 2013 »(Archive.org • Wikiwix • Archive.is • Google • Que faire ?), sur le site de l'Agence régionale - Pays de la Loire Territoires d'Innovation (consulté le 9 avril 2014).
27. ↑  « Chiffres clés du tourisme 2015 »(Archive.org • Wikiwix • Archive.is • Google • Que faire ?), sur agence-paysdelaloire.fr (consulté le 15 janvier 2016).
28. ↑  « Chiffres clés du tourisme des Pays de la Loire en 2016 »(Archive.org • Wikiwix • Archive.is • Google • Que faire ?), sur agence-paysdelaloire.fr, 2017.
29. ↑  Philippe Ridou, « Près de 400 000 visiteurs au zoo de la Flèche cette année », Ouest France,‎ 2 octobre 2018 (lire en ligne)
30. ↑  « La Flèche. Le zoo bat des records en 2019 », Le Maine Libre,‎ 22 octobre 2019
31. ↑  « Le Zoo de La Flèche prépare sa réouverture en 2021 », Côté  La Flèche,‎ 20 janvier 2021 (lire en ligne)
32. ↑  Victor Lahcen, « La fréquentation des zoos et parcs animaliers en 2021 », sur Nature et Zoo, 28 janvier 2022 (consulté le 18 juillet 2024)
33. ↑  Victor Lahcen, « La fréquentation dans les zoos et parcs animaliers en France en 2022 », sur Nature et Zoo, 20 janvier 2023 (consulté le 18 juillet 2024)
34. ↑  Victor Lahcen, « La fréquentation dans les zoos et parcs animaliers en France en 2023 », sur Nature et Zoo, 2 février 2024 (consulté le 18 juillet 2024)
35. 1 2  « Les Champions de la Croissance 2017 dans les Pays de la Loire. », article des Échos (consulté le 2 mars 2017).
36. 1 2  « Parc zoologique de La Flèche - 347642696 », sur societe.com (consulté le 9 novembre 2019).
37. ↑  « Le zoo sur France 4 à partir du 28 avril », sur Le Maine libre, 8 avril 2014.